# Gradi della Guardia costiera del Giappone
In questa pagina sono riportati i gradi e le mostrine della Kaijō Ho'an-chō
| Gradi | Spallina                                                 | Livello ordinario di comando                               | Bandiera                           |
| --- | -------------------------------------------------------- | ---------------------------------------------------------- | ---------------------------------- |
| 国土交通大臣 (Kokudo-kōtū-daijin?) (nessun grado)                                                                                               | Nessuna spallina                                         | Ministro della terra, delle infrastrutture e dei trasporti |                                    |
| 海上保安庁長官 (Kaijōhoanchō-chōkan?) (nessun grado)                                                                                            |                                                          | Comandante della guardia costiera                          |                                    |
| 海上保安庁次長 (Kaijōhoanchō-jichō?) (nessun grado)                                                                                             |                                                          | Vice comandante della guardia costiera                     |                                    |
| 海上保安監 (Kaijōhoankan?) (nessun grado) | Vice comandante per le operazioni della guardia costiera |                                                            |                                    |
| 一等海上保安監甲 (Ittō-kaijōhoankan-kō?) sovrintendente della guardia costiera di 1º grado superiore (viceammiraglio della guardia costiera)    |                                                          | Comandante della guardia costiera regionale                |                                    |
| 一等海上保安監乙 (Ittō-kaijōhoannkan-otu?) sovrintendente della guardia costiera di 1º grado inferiore (retroammiraglio della guardia costiera) |                                                          | Comandante dell'ufficio della guardia costiera             |                                    |
| 二等海上保安監 (Nitō-kaijōhoannkan?) sovrintendente della guardia costiera di 2º grado (capitano di vascello della guardia costiera)            |                                                          | Comandante dell'ufficio della guardia costiera             |                                    |
| Grande vascello di pattuglia con elicottero (PLH) Grande vascello di pattuglia (PL)                                                             | Nessuna bandiera                                         |                                                            |                                    |
| 三等海上保安監 (Santō-kaijōhoankan?) sovrintendente della guardia costiera di 3º grado ( capitano di fregata della guardia costiera)            | Nessuna bandiera                                         |                                                            | Medio vascello di pattuglia (PM)   |
| 一等海上保安正 (Ittō-kaijōhoansei?) ufficiale della guardia costiera di 1º grado (capitano di corvetta della guardia costiera)                  | Nessuna bandiera                                         |                                                            | Piccolo vascello di pattuglia (PS) |
| 二等海上保安正 (Nitō-kaijōhoansei?) ufficiale della guardia costiera di 2º grado (tenente di vascello della guardia costiera)                   | Nessuna bandiera                                         |                                                            | Barca di pattuglia (PC)            |
| 三等海上保安正 (Santō-kaijōhoansei?) ufficiale della guardia costiera di 3º grado (alfiere di vascello della guardia costiera)                  | Nessuna bandiera                                         |                                                            | Grande barca (CL)                  |
| 一等海上保安士 (Ittō-kaijōhoansi?) ufficiale della guardia costiera junior di 1º grado (primo capo della guardia costiera)                      | Nessuna bandiera                                         |                                                            | Nessuna comando                    |
| 二等海上保安士 (Nitō-kaijōhoansi?) ufficiale della guardia costiera junior di 2º grado (secondo capo della guardia costiera)                    | Nessuna bandiera                                         |                                                            | Nessuna comando                    |
| 三等海上保安士 (Santō-kaijōhoansi?) ufficiale della guardia costiera junior di 3º grado (terzo capo della guardia costiera)                     | Nessuna bandiera                                         |                                                            | Nessuna comando                    |
| 一等海上保安士補 (Ittō-kaijōhoansi-ho?) assistente ufficiale della guardia costiera di 1º grado (marinaio principale della guardia costiera)    | Nessuna bandiera                                         |                                                            | Attualmente inesistente            |
| 二等海上保安士補 (Nitō-kaijōhoansi-ho?) assistente ufficiale della guardia costiera di 2º grado (primo marinaio della guardia costiera)         | Nessuna bandiera                                         |                                                            | Attualmente inesistente            |
| 三等海上保安士補 (Santō-kaijōhoansi-ho?) assistente ufficiale della guardia costiera di 3º grado (secondo marinaio della guardia costiera)      | Nessuna bandiera                                         |                                                            | Attualmente inesistente            |